# John McColl
John Chalmers McColl (n. 17 de abril de 1952) es un militar británico que se desempeñó como Comandante supremo de la ISAF en la Guerra de Afganistán.

## Carrera militar
McColl fue el encargado en el 1 st Batallón del Royal Anglian y del Regimiento de Chipre en 1973. Su carrera temprana incluye el Regimiento antes de asistir al Curso de Estado Mayor del Ejército en 1984. Al finalizar el curso se desempeñó como oficial de Estado Mayor en Alemania. Se incorporó a la 2 ª división como comandante de batallón de la compañía de fusileros en 1987, sirviendo en Colchester y Celle. 
En 1989 fue destinado al tercer Real Regimiento de Tanques para comandar un escuadrón blindado, seguido por una gira en la Escuela de Estado Mayor como un miembro del personal directivo. En 1992 asumió el mando del 2 ª Batallón, con sede en Celle. Su mandato incluye despliegues a East Tyrone y Bosnia con la UNPROFOR. A la salida de dichas comandancias, en el año 1995 fue nombrado Jefe del Estado Mayor (Reino Unido) de la Primera División Acorazada, luego regresó a Bosnia como parte de Fuerza de Paz de Implementación de la OTAN denominada (IFOR) en 1996.
De 1997 a 1999, estuvo al mando de la Primera Brigada Mecanizada con sede en Tidworth, seguido por su paso a comandos terrestres como ACOS compromisos hasta el año 2000, un período que incluyó el despliegue de Kosovo y Sierra Leona.
Ascendido a General de División, fue nombrado para la División del tercer comando (Reino Unido) en el año 2000. Como comandante de la tercera división, estuvo al mando de la Fuerza Internacional de Asistencia para la Seguridad (ISAF) en el año 2002. En 2003, el general McColl fue nombrado Comandante de la Comisión Mixta Servicios de Comando y Estado Mayor en el Colegio Watchfield. Después de un año se trasladó a Bagdad como el Segundo Comandante de la Fuerza Multinacional de Irak. A su regreso fue nombrado Comandante regional dentro de las Fuerzas de Tierra en el Cuartel General del Comando en Wilton. 
A principios de 2005 asumió el nombramiento adicional de Enviado Especial del primer ministro de Afganistán, que terminó con el despliegue del cuartel ARRC en abril de 2006. En octubre de 2007 asumió su actual nombramiento como DSACEUR, y como comandante de la Operación Althea la operación militar de la UE en Bosnia y Herzegovina. 
El General Sir John McColl es el Comandante Coronel de la División de la Reina y el Coronel del Regimiento Royal Anglian. Él es gobernador de la Escuela de Cheltenham.
Su intereses incluyen la lectura y el golf. Está casado y tiene tres hijos.